# Liga Femenina de Acción Social
La Liga Femenina de Acción Social (fr: Ligue Féminine d'Action Sociale) fue una organización de mujeres en Haití fundada en 1934 por la líder sufragista Yvonne Sylvain.   Está considerada la primera organización feminista en Haití y desempeñó un importante papel en la lucha por el sufragio femenino, que finalmente se logró en 1950.

## Historia
En este contexto de continua oposición de las mujeres a la ocupación militar estadounidense de Haití (1915-1934), Alice Garoute fue una de las fundadoras en 1934 de la Ligue Féminine d'Action Sociale (también conocida como Liga Femenina de Acción Social) y su presidenta de 1941. Pronunció en la Asamblea Nacional varios discursos apasionados y bien documentados sobre la igualdad entre mujeres y hombres argumentando las convenciones internacionales firmadas por Haití en favor de los derechos de las mujeres.
Además de Alice Garoute en el grupo fundador de la Liga Femenina estaban también: Madeleine Sylvain, Fernande Bellegarde, Thérèse Hudicourt, Esther Dartigue, Alice Téligny Mathon, Marie-Thérèse Colimon, Marie-Thérèse Poitevien e Yvonne Hakim-Rimpel, varias de las cuales eran maestras provinentes de un entorno social elitista. En abril de 1935, la Liga pidió a Esther Dartigue que diera una conferencia sobre la educación de las mujeres en Haití, celebrada en el Centro de Estudios Universitarios quien denunció el alto nivel de analfabetismo y la falta de oportunidades para la formación escolar de las niñas. Solo el 3% de las niñas que vivían en los distritos rurales asistían a la escuela y muchas de ellas la abandonaban. De hecho hasta 1944 no hubo escuela secundaria para niñas en las áreas urbanas. El discurso causó un gran revuelo y fue ampliamente cubierto por los periódicos nacionales.
Entre los objetivos de la liga que fueron apoyados por la izquierda política estaban: más escuelas para niñas, igualdad para las mujeres en el derecho de familia, igual salario que el de los hombres por igual trabajo, sufragio femenino, sindicatos libres y un Ministerio de Trabajo con una oficina de mujeres. La Liga fue prohibida por el gobierno algún tiempo después de su fundación, pero se restableció cuando accedió a estudiar sus objetivos en lugar de implementarlos de inmediato. A la liga se le atribuye el éxito de la campaña a favor del sufragio femenino, que finalmente se logró en 1950.

## El primer congreso de mujeres haitianas
El Primer Congreso de Mujeres Haitianas fue organizado por la Liga del 10 al 14 de abril de 1950 bajo la atenta mirada de su Presidenta de Honor, la primera dama Lucienne Heurtelou. Alice Garoute pronunció un discurso sobre el estado de la educación de las mujeres haitianas durante el cual sostuvo que las que habían recibido formación desde 1940 en las tres escuelas privadas que las habían acogido lo habían hecho tan bien como los hombres. También lamentó que las mujeres en Haití en ese tiempo fueran tratadas tan mal como lo fueron durante el Code Noir de Napoleón: "como los niños y los enfermos mentales". Durante la ceremonia de clausura del Congreso, Alice Garoute y otras mujeres notables presentaron una lista oficial de sus demandas.

## Avance en derechos
En 1950 se obtuvo el primer logro legal con la autorización del voto de las mujeres en las elecciones municipales, lo que llevó a Léonie Coicou Madiou, miembro de la Liga Femenina a presentar su candidatura como alcaldesa de Puerto Príncipe en 1955, convirtiéndose en la primera mujer candidata a alcaldesa en Haití. Más tarde, ante la insistencia de la LFAS, la ley del 25 de enero de 1957 incluyó el ejercicio de todos los derechos políticos de las mujeres haitianas, en todos los puestos públicos del país, al mismo nivel que los hombres (Artículos 9 y 16 de la Constitución de 1957).